# U.S. Route 40
Pour les articles homonymes, voir Route 40.
La U.S. Route 40 (US 40), aussi connue comme Main Street of America, est une US Route importante allant d'ouest en est. Elle parcourt le pays depuis les états des montagnes jusqu'à ceux du Mid-Atlantic. Comme c'est le cas pour la plupart des routes se terminant par un zéro, la US 40 a déjà traversé l'entièreté du pays. Elle est l'une des premières US Routes créées en 1926 et son terminus ouest original se trouvait à San Francisco, Californie. Son terminus est toujours à Atlantic City, New Jersey. La US 40 se termine désormais à une jonction avec l'I-80 à Silver Summit, Utah, tout juste à l'extérieur de Salt Lake City. À l'ouest de ce point, la US 40 a été remplacée par l'I-80, laquelle a été construite en suivant le tracé de la US 40 originale.
Débutant en Utah, la US 40 traverse un total de 12 états: Colorado, Kansas, Missouri, Illinois, Indiana, Ohio, Virginie-Occidentale, Pennsylvanie, Maryland, Delaware et New Jersey. La US 40 passe par certaines villes importantes du pays dont Denver, Kansas City, Saint-Louis, Indianapolis, Columbus, Baltimore et Wilmington. Quatre capitales d'état sont traversées par la route. Sur la majeure partie de son tracé, la US 40 est parallèle ou en multiplex avec d'autres autoroutes: l'I-70 entre Denver, Colorado et Washington, Pennsylvanie ainsi qu'entre Hancock, Maryland et Baltimore; l'I-64 dans certaines parties du Missouri et de l'Illinois; l'I-68 dans le Panhandle du Maryland et l'I-95 entre Baltimore et New Castle, Delaware.
La route a été construite en suivant quelques routes plus anciennes, dont la National Road et la Victory Highway. La National Road avait été créée en 1806 et il s'agissait de la première route financée par l'état. Cette route reliait Cumberland, Maryland à Vandalia, Illinois. La Victory Highway a été désignée comme une route en souvenir des vétérans de la Première guerre mondiale et reliait Kansas City, Missouri à San Francisco. D'autres routes importantes ont été intégrées au tracé de la US 40 comme la Zane's Trace en Ohio, la Braddock Road au Maryland et en Pennsylvanie, une section du Black Horse Pike au New Jersey, une section de la Oregon Trail au Kansas et la Lincoln Highway en Californie.

## Description du tracé
|       | mi       | km       |
| ----- | -------- | -------- |
| UT    | 174,54   | 280,89   |
| CO    | 496,44   | 798,94   |
| KS    | 423,67   | 681,83   |
| MO    | 255,05   | 410,46   |
| IL    | 159,99   | 257,48   |
| IN    | 143,95   | 231,67   |
| OH    | 228,37   | 367,53   |
| WV    | 15,87    | 25,54    |
| PA    | 82,46    | 132,71   |
| MD    | 220,88   | 355,47   |
| DE    | 17,18    | 27,65    |
| NJ    | 64,28    | 103,45   |
| Total | 2 282,68 | 3 673,72 |

### Utah
Le terminus ouest de la US 40 se trouve à Silver Summit, Utah à un échangeur avec l'I-80, quelques miles au nord de Park City. La route forme un multiplex avec la US 189 jusqu'à Heber City. Elle se dirige alors vers le sud-est puis vers le sud. Elle atteint Fruitland et Duchesne. À Duchesne, elle rencontre la US 191 et forme un multiplex avec celle-ci, jusqu'à Vernal. Elle continue vers l'est et traverse Naples. Elle traverse la Green River à Jensen et poursuit son trajet vers l'est sans croiser aucune autre ville. Environ 18 miles (29 km) plus loin, elle entre au Colorado.

### Colorado
La US 40 entre au Colorado environ deux miles (3,2 km) à l'ouest de Dinosaur. Elle se dirige vers l'est jusqu'à Massadona puis vers le nord-est jusqu'à Craig. Entre Craig et Steamboat Springs, elle longe la rivière Yampa, en passant par Hayden et Milner. À Steamboat Springs, elle bifurque vers le sud et traverse la ville. Elle entre dans la Forêt national de Routt et se dirige vers l'est et le sud-est jusqu'à Kremmling. Elle longe ensuite le fleuve Colorado jusqu'à Granby, après avoir passé par Hot Sulphur Springs. Elle se poursuit vers le sud et entre dans la Forêt nationale d'Arapaho. Elle passe par Fraser et Winter Park et descend la montagne avec certains virages très serrés. À Berthoud Falls, elle bifurque vers l'est jusqu'à l'est d'Empire où elle débute un multiplex avec l'I-70. Les routes se séparent, se rejoignent et se séparent à nouveau. C'est après cette dernière séparation que la US 40 entre dans les limites de Denver.
La route traverse Denver et atteint son centre-ville en empruntant Colfax Avenue. Elle croise la US 287 et forme un multiplex avec cette route jusqu'à Kit Carson. À l'est de Denver, la US 40 traverse Aurora et forme un nouveau multiplex avec l'I-70. Soixante-dix miles (110 km) plus loin, elle atteint Limon, où le multiplex avec l'I-70 prend fin. La US 40 / US 287 se dirige vers le sud-est jusqu'à Kit Carson en passant par Hugo. À Kit Carson, les routes se séparent et la US 40 bifurque vers l'est. À Cheyenne Wells, elle rencontre la US 385. La route passe alors par Arapahoe avant d'entrer au Kansas.

### Kansas
La US 40 entre au Kansas près de Weskan. La première ville importante rencontrée par la route est Sharon Springs. Elle se continue vers le nord-est jusqu'à Oakley où elle rencontre l'I-70 et forme un multiplex avec celle-ci. Le multiplex demeure jusqu'à Topeka, bien que l'ancien tracé de la US 40, nommé Old Highway 40, longe l'I-70 sur la majeure partie du tracé.
À Topeka, la US 40 quitte l'I-70 juste avant que celle-ci ne devienne à péage dans le Kansas Turnpike. Elle atteint ensuite l'ouest de Lawrence, coutnourne la ville par l'ouest et le sud avant de la traverser du sud au nord et de se diriger vers le nord-est en direction de Tonganoxie. Elle bifurque alors vers l'est pour se diriger vers Kansas City. À l'ouest de Kansas City, la US 40 croise la US 73 et contourne la ville, en multiplex avec celle-ci, vers le sud. Elle rejoint ensuite l'I-70 et traverse la ville en multiplex avec l'autoroute. Elle traverse la rivière Kansas et entre au Missouri, à Kansas City.

### Missouri
La US 40 entre au Missouri à Kansas City en multiplex avec l'I-70. Elle quitte l'autoroute à l'est de la ville et lui est parallèle. À Grain Valley, elle rejoint à nouveau l'I-70. Comme au Kansas, l'ancien tracé e la route lui est parallèle et porte le nom de "Old US 40".
Le multiplex demeure jusqu'à Boonville, près de 80 miles (128 km) plus loin. La US 40 traverse la rivière Missouri et la longe jusqu'à Midway. Là, elle rejoint une autre fois l'I-70, dans les banlieues de Columbia. Les deux routes demeurent en multiplex jusqu'à Wentzville.
À Wentzville, la US 40 quitte le tracé de l'I-70 pour former un multiplex avec l'I-64, dès le terminus ouest de cette dernière. La route se dirige vers le sud-est et traverse la rivière Missouri à Saint Charles. La US 40 demeure en multiplex avec l'I-64 alors qu'elle quitte l'état à Saint-Louis en traversant le fleuve Mississippi, en multiplex avec l'I-64 et l'I-55.

### Illinois
La US 40 entre en Illinois à East Saint Louis. À l'exception des segments en multiplex avec l'I-70, la US 40 est entièrement une route à deux voies. Après que l'I-64 ait quitté le multiplex, l'I-55 / US 40 continue vers le nord-est. Au sud-ouest de Troy, les routes se séparent et la US 40 continiue vers l'est. Elle passe par Highland et, au nord-est de cette ville, elle rejoint l'I-70. Le multiplex prend fin à Pocahontas mais la route demeure très près de l'I-70 jusqu'à Vandalia, après être passée par Mulberry Grove. À Vandalia, elle s'éloigne un peu de l'I-70 mais lui demeure parallèle jusqu'à Effingham. Là, elle traverse la ville et continue vers le nord-est, toujours en étant parallèle à l'I-70. Elle passe par Greenup, Casey, Martinsville et Marshall avant de quitter l'état, en multiplex avec l'I-70.

### Indiana
La US 40 entre en Indiana à l'ouest de Liggett en multiplex avec l'I-70. Elle quitte l'autoroute un peu plus loin et se dirige vers le nord jusqu'à l'est de Terre Haute. Elle bifurque vers le nord-est et quitte la ville. Elle passe ensuite par Seelyville, Brazil, Knightsville et Harmony. La route continue vers le nord-est en passant par Reelsville, Pleasant Gardens, Manhattan, Putnamville, Mount Meridian, Stilesville et Belleville en direction de Plainfield, une banlieue d'Indianapolis. À l'est de Plainfield, elle passe au nord de l'Aéroport international d'Indianapolis et atteint l'I-465, autoroute de ceinture autour d'Indianapolis. Elle contourne ainsi la capitale de l'état par l'ouest, le sud et le sud-est en multiplex avec plusieurs autres routes. Elle quitte la route de ceinture à l'est de la ville et se dirige dans cette direction. Elle se dirige ainsi vers l'est en passant par Cumberland, Greenfield, Knightstown, Lewisville, Straughn, Dublin, Mount Auburn et Cambridge City. Elle est parallèle à l'I-70 mais ne la rejoint pas pour le reste de son tracé dans l'état. Elle atteint la frontière avec l'Ohio à l'est de Richmond.

### Ohio
La US 40 entre en Ohio au sud de New Paris. La route demeure à proximité de l'I-70 vers Dayton. Elle passe au nord de la ville, sans jamais entrer dans celle-ci. Elle se poursuit vers l'est et traverse Springfield. Elle quitte la ville et continue vers l'est pour se rendre à Columbus. Elle traverse le centre-ville et forme un multiplex avec la US 62. Elle s'en sépare un peu plus loin et poursuit son tracé vers l'est. Elle traverse Whitehall et Reynoldsburg. Plus à l'est, la  US 40 longe l'I-70 et passe par plusieurs petites villes dont Kirkersville et Hebron. Elle atteint alors Zanesville et forme un multiplex avec la US 22 jusqu'à Cambridge. La US 40 traverse la rivière Muskingum sur un pont en Y. Après avoir quitté la ville, la route continue vers le nord-est jusqu'`à Cambridge. La route poursuit vers l'est et rejoint l'I-70 à Old Washington. Le multiplex se poursuit jusqu'à l'ouest de Morristown. Les deux routes se croisent à quelques reprises jusqu'à Bridgeport, où elles quittent l'Ohio pour la Virginie-Occidentale après avoir traversé la rivière Ohio.

### Virginie-Occidentale
La US 40 ne parcourt que 16 miles (26 km) dans l'état, principalement dans la ville de Wheeling, où elle forme un court multiplex avec l'I-70 et la US 250. Elle quitte l'autoroute à l'est de Fort Henry Bridge et passe par le nord de la ville, en évitant le Wheeling Tunnel, emprunté par l'autoroute. Elle passe par Elm Grove et continue vers le nord-est, en longeant l'I-70. Elle passe ensuite par Triadelphia et Valley Grove avant d'atteindre la frontière avec la Pennsylvanie.

### Pennsylvanie
La US 40 entre en Pennsylvanie à West Alexander. Elle suit l'I-70 jusqu'à Washington. La route passe au sud de et se dirige vers le sud-est jusqu'à Brownsville et Uniontown. La route contourne Uniontown par l'ouest et le sud et continue son tracé vers le sud-est. Elle passe par le Fort Necessity National Battlefield et quitte la Pennsylvanie près d'Addison.

### Maryland
La US 40 entre au Maryland près de Grantsville dans l'ouest de l'état. Elle atteint rapidement l'I-68 et forme un multiplex avec celle-ci jusqu'à Hancock. La US 40 atteint ensuite Cumberland mais demeure en multiplex. L'ancien tracé de la route passe dans la ville. La route continue ensuite vers l'est et atteint le terminus est de l'I-68 à Hancock. À partir de là, la US 40 reprend un multiplex avec l'I-70. Le multiplex prend fin au sud-est de Hancock et la US 40 se dirige vers Hagerstown. Elle traverse la ville et bifurque vers le sud-est jusqu'à Frederick. Elle forme un court multiplex avec la US 15 et un plus long avec, encore une fois, l'I-70. Elle continue vers l'est en multiplex jusqu'à l'ouest d'Ellicott City. Elle traverse la ville et atteint Baltimore. Elle passe par le centre-ville et continue vers l'est, puis le nord-est. À partir de Rosedale, elle est parallèle à l'I-95 et se dirige vers le nord-est. Elle passe par Edgewood, Aberdeen, Havre de Grace, North East et Elkton avant de quitter le Maryland pour entrer au Delaware.

### Delaware
La US 40 parcourt environ 17 miles (27 km) au Delaware. Elle entre dans l'état à Glasgow et continue son tracé sur la Pulaski Highway. À State Road, elle rejoint la US 13 pour traverser Wilmington. Le multiplex se poursuit jusqu'à ce que la route atteigne l'I-295, que la US 40 rejoint en multiplex. Elle traverse le Delaware sur le Pont du mémorial Delaware et quitte l'état.

### New Jersey
La US 40 entre au New Jersey à Deepwater en multiplex avec l'I-295. Elle forme un très court multiplex avec le NJ Turnpike mais le quitte avant le poste de péage. La route se dirige ensuite vers le sud-est en passant par Woodstown, Buena et Mays Landing. Lorsqu'elle atteint la US 322, la US 40 la rejoint et se dirige vers le sud en direct d'Atlantic City. Elle longe la Atlantic City Expressway. Elle atteint ensuite Pleasantville et, finalement, Atlantic City. La US 40 prend officiellement fin à l'intersection avec Albany Avenue et Ventnor Avenue.

## Intersections majeures
Utah
 I-80 / US 189 à Silver Creek Junction. La US 40 / US 189 forment un multiplex jusqu'à Heber City.
 US 191 à Duchesne. Les routes forment un multiplex jusqu'à Vernal.
Colorado
 US 34 à Granby
 I-70 / US 6 à l'est d'Empire. Les routes forment un multiplex jusqu'à l'est d'Idaho Springs, et un autre à Golden.
 US 287 à Denver. Les routes forment un multiplex jusqu'à l'est de Kit Carson.
 I-25 / US 85 / US 87 à Denver
 I-225 à Aurora
 I-70 / US 36 à Aurora. L'I-70 / US 40 forment un multiplex jusqu'à Limon. La US 36 / US 40 forment un multiplex jusqu'à Byers.
 US 24 à l'ouest de Limon. Les routes forment un multiplex jusqu'au sud-est de Limon.
 US 385 à Cheyenne Wells. Les routes forment un multiplex jusqu'à l'est de Cheyenne Wells.
Kansas
 US 83 à Oakley. Les routes forment un multiplex dans la ville.
 I-70 à Oakley. Les routes forment un multiplex jusqu'à Topeka, 289 miles (465 km) plus à l'est.
 US 283 à WaKeeney
 US 183 à Hays
 US 281 au sud de Russell
 I-135 / US 81 au nord-ouest de Salina
 US 77 à Junction City
 I-470 / US 75 à Topeka. La US 40 / US 75 forment un multiplex dans la ville.
 I-470 à Topeka.
 US 59 à Lawrence. Les routes forment un multiplex dans la ville.
 I-70 à Lawrence
 US 24 à Lawrence. Les routes forment un multiplex jusqu'à Kansas City, Missouri.
 US 73 aux limites entre Kansas City et Bonner Springs. Les routes forment un multiplex dans Bonner Springs.
 I-70 à Bonner Springs. Les routes forment un multiplex jusqu'à Kansas City, Missouri.
 I-435 aux limites entre Edwardsville et Kansas City
 I-635 à Kansas City
 US 69 à Kansas City. Les routes forment un multiplex dans la ville.
 I-670 à Kansas City
 US 169 à Kansas City. Les routes forment un multiplex jusqu'à Kansas City, Missouri.
Missouri
 I-35 à Kansas City. Les routes forment un multiplex dans la ville.
 I-29 / US 71 à Kansas City. La US 40 / US 71 forment un multiplex dans la ville.
 I-435 à Kansas City
 I-70 aux limites entre Kansas City et Independence
 I-470 à Independence
 I-70 à Grain Valley. Les routes forment un multiplex jusqu'au sud-ouest de Boonville.
 US 65 au sud de Marshall
 I-70 à l'ouest de Columbia. Les routes forment un multiplex jusqu'à Wentzville.
 US 63 à Columbia
 US 54 à Kingdom City
 I-64 / US 61 à Wentzville. L'I-64 / US 40 forment un multiplex jusqu'à East Saint Louis, Illinois. La US 40 / US 61 forment un multiplex jusqu'aux limites entre Frontenac et Ladue.
 I-270 à Town and Country
 US 67 aux limites entre Frontenac et Ladue
 I-170 à Richmond Heights
 I-44 / I-55 à Saint-Louis. L'I-55 / US 40 forment un multiplex jusqu'à Troy, Illinois.
Illinois
 I-70 à East Saint Louis. Les routes forment un multiplex jusqu'à Troy.
 I-255 à Collinsville
 I-70 au nord-est de Highland. Les routes forment un multiplex jusqu'à Pocahontas.
 I-70 à Vandalia
 US 51 à Vandalia. Les routes forment un multiplex jusqu'à l'est de Vandalia.
 I-70 au nord-est de Vandalia
 US 45 à Effingham. Les routes forment un multiplex dans la ville.
 I-70 au nord-est de Marshall. Les routes forment un multiplex jusqu'au sud-est de Terre Haute, Indiana.
Indiana
 US 41 / US 150 à Terre Haute
 US 231 au nord de Cloverdale
 I-74 / I-465 / US 36 à Indianapolis. Les routes forment un multiplex dans la ville.
 I-70 à Indianapolis
 I-69 à Indianapolis. Les routes forment un multiplex dans la ville.
 I-65 à Indianapolis
 US 421 à Indianapolis. Les routes forment un multiplex dans la ville.
 US 52 à Indianapolis. Les routes forment un multiplex dans la ville.
 US 27 à Richmond
Limite Indiana–Ohio
 I-70 / US 35 à Richmond, IN et Jefferson Township, OH
Ohio
 US 127 à Monroe Township
 I-75 à Vandalia
 US 68 à l'ouest de Springfield
 I-70 à l'est de Springfield
 US 42 à Lafayette
 I-270 à Lincoln Village
 I-70 à Columbus
 US 23 / US 33 / US 62 à Columbus. La US 40 / US 62 forment un multiplex dans la ville.
 I-71 à Columbus
 I-270 à Columbus
 I-70 à l'ouest de Zanesville
 US 22 à Zanesville. Les routes forment un multiplex jusqu'à Cambridge.
 I-70 au sud-ouest de Norwich
 I-77 à Cambridge Township
 I-70 à Old Washington. Les routes forment un multiplex jusqu'à l'ouest de Morristown.
 I-70 à l'ouest de Saint Clairsville
 I-70 à Saint Clairsville
 US 250 à Bridgeport. Les routes forment un multiplex jusqu'à Wheeling, Virginie-Occidentale.
Virginie-Occidentale
 I-70 à Wheeling. Les routes forment un multiplex dans la ville.
 I-70 au sud-est de Wheeling
Pennsylvanie
 I-70 à Washington
 US 19 à Washington. Les routes forment un multiplex jusqu'à South Strabane Township.
 I-79 à Amwell Township
 US 119 à Uniontown. Les routes forment un multiplex jusqu'à South Union Township.
Maryland
 I-68 / US 219 à Keysers Ridge. L'I-68 / US 40 forment un multiplex jusqu'à Hancock. La US 40 / US 219 forment un multiplex jusqu'au sud-est de Grantsville.
 US 220 à Cumberland. Les routes forment un multiplex dans la ville.
 I-70 / US 522 au nord de Hancock. L'I-70 / US 40 forment un multiplex jusqu'à Indian Springs.
 I-81 à Hagerstown
 US 11 à Hagerstown
 I-70 à Hagerstown
 US 15 à Frederick. Les routes forment un multiplex dans la ville.
 US 340 à Frederick
 I-70 / I-270 à Frederick. L'I-70 / US 40 forment un multiplex jusqu'à West Friendship.
 US 29 à Ellicott City
 I-695 à Catonsville
 I-895 à Baltimore
 I-95 in Baltimore
 I-695 à Rosedale
Delaware
 US 13 à State Road. Les routes forment un multiplex jusqu'à Wilmington Manor.
 US 202 à Wilmington Manor
 I-295 à Wilmington Manor. Les routes forment un multiplex jusqu'à Pennsville Township, New Jersey.
New Jersey
 US 130 à Pennsville Township
 N.J. Turnpike à Pennsville Township
 US 322 à Hamilton Township. Les routes forment un multiplex jusqu'à Atlantic City.
 US 9 à Pleasantville
Atlantic Avenue / Pacific Avenue à Atlantic City

## Routes auxiliaires
- US 340, route sud-nord reliant Greenville, Virginie et Frederick, Maryland, en passant par la Virginie-Occidentale.